# Latinxua sin wenz

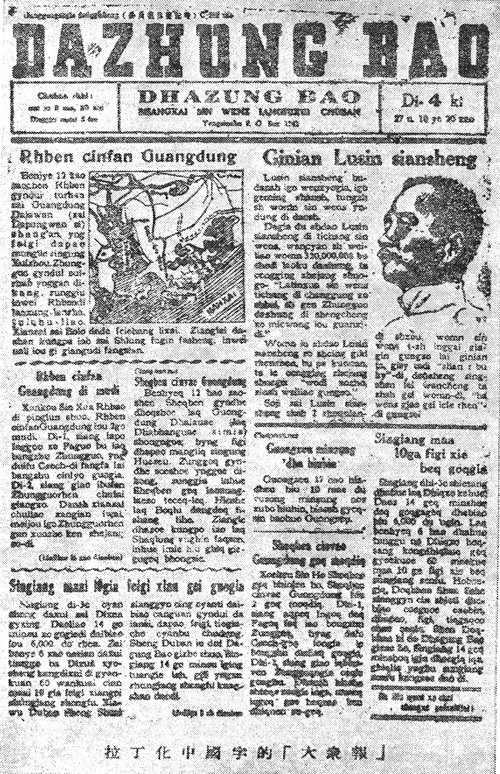
Ejemplar del periódico Dazhung bao, de 1932, escrito íntegramente en latinxua sin wenz

El latinxua sin wenz (chino: 拉丁化新文字, pinyin: lādīnghuà xīn wénzì, literalmente "nueva escritura latinizada") fue un sistema de romanización (transcripción al alfabeto latino) del chino mandarín, desarrollado inicialmente en la Unión Soviética en 1929. El latinxua sin wenz incorpora muchos rasgos que serían adoptados posteriormente en el sistema hanyu pinyin, utilizado en la actualidad. Por ejemplo, el uso de letras como la c y la z o los dígrafos ch y zh es igual que en el uso actual en hanyu pinyin. En este sentido, el latinxua sin wenz es el precursor directo del hanyu pinyin.
A diferencia de otros sistemas de romanización del chino, como el Wade-Giles, cuya finalidad era únicamente representar en alfabeto latino los sonidos del chino para la transcripción de nombres y términos en lenguas europeas, el latinxua sin wenz fue promovido como un nuevo sistema de escritura estándar del chino, impulsado por intelectuales reformistas que deseaban la abolición de los caracteres chinos y su sustitución por un sistema de escritura fonético.

## Historia
El desarrollo del latinxua sin wenz está estrechamente ligado a la figura de Qu Qiubai (Ky Kiubai, en latinxua sin wenz), miembro del Partido Comunista de China que llegó a ser líder de este partido y que residió durante un tiempo en la Unión Soviética.
La primera versión del sistema fue desarrollada de manera conjunta por Qu Qiubai y el lingüista ruso V.S. Kolokolov. En 1930 se les unió A. A. Dragunov. El sistema sería mejorado por una comisión del Instituto Oriental de la Academia de Ciencias de Leningrado. A diferencia de otros sistemas de romanización del chino, el latinxua sin wenz no se limitaba a una transcripción del mandarín estándar, sino que pretendía ser aplicable a los diferentes dialectos chinos. Por esta razón, existieron hasta trece versiones del sistema.
En la Unión Soviética se llegaron a publicar libros en chino escritos completamente en latinxua sin wenz, dirigidos a la comunidad china de unas 100 000 personas. Más adelante, el sistema sería utilizado en zonas del nordeste de China, incluida Pekín, entonces llamada Beiping, en donde se editaron libros en este sistema. 
A Qu Qiubai se le atribuye también haber acuñado el término pǔtōnghuà (普通話), "habla común", como denominación para la lengua china estándar que, en su visión reformista, debía apartarse de las influencias del chino clásico para reflejar la lengua del pueblo. Estas ideas reformistas de Qu Qiubai serían apoyadas por otros intelectuales chinos, como Lu Xun, que veían en el sistema de escritura tradicional y en el uso culto de la gramática y léxico del chino clásico un impedimento para el desarrollo económico y social de China. Años después de la muerte de Qu, muchas de estas ideas fueron aplicadas por el Partido Comunista de China tras su victoria en la guerra civil china y la proclamación de la República Popular China. A la forma estándar del mandarín se le pasó a llamar pǔtōnghuà, en detrimento del nombre guóyǔ (國語, "lengua nacional") que había utilizado el Estado republicano y que aún se utiliza en Taiwán. Aunque el latinxua sin wenz fue abandonado, el sistema hanyu pinyin desarrollado por un comité para la reforma de la lengua en los años 1950 se basó en gran medida en el sistema de Qu Qiubai, y durante algún tiempo se especuló con la idea de que llegara a reemplazar a los caracteres chinos como sistema de escritura estándar, idea que no sería desechada por completo hasta 1986.

## Características
El latinxua sin wenz existió en una variedad de versiones con el fin de cubrir los diferentes dialectos del chino. La forma más extendida presentaba ya características similares a las del hanyu pinyin, que se desarrolló posteriormente. Por ejemplo, el sonido representado por ts en el sistema Wade-Giles se representaba en latinxua sin wenz como z y c para las versiones no aspirada y aspirada respectivamente. Por su parte, las consonantes palatales que en hanyu pinyin se transcriben como x, j y q no tenían una representación propia sino que recurrían a las consonantes x, g y k utilizadas también para los sonidos que en hanyu pinyin se transcriben por h, g y k. Nótese que esto no supone ninguna ambigüedad ya que la terna de palatales pueden considerarse alófonos de estos sonidos al no aparecer nunca seguidos de las mismas vocales. Además, el latinxua sin wenz marcaba la llamada "rima vacía", como en las sílabas ci y zi (en hanyu pinyin), mediante la ausencia de vocal, de modo que se escribía simplemente c o z, por ejemplo, en estos dos casos.
Una de las peculiaridades más llamativas y controvertidas de este sistema reside en el hecho de que no recurría a ninguna marca para indicar los tonos. El chino es una lengua tonal en la que cada sílaba puede adoptar diferentes entonaciones distintivas. Sin embargo, Qu Qiubai y los demás creadores del sistema pensaban que el contexto era suficiente para deducir el tono correcto de cada sílaba. Este es uno de los rasgos más controvertidos del sistema, pues los tonos en chino tienen un valor distintivo similar al que pueden tener las vocales en las sílabas. Esta característica está también asociada a la idea del latinxua sin wenz no como un mero instrumento para representar inequívocamente los sonidos del chino, sino como un auténtico sistema de escritura que debía ser práctico. También debido a esto, el sistema respetaba la grafía latina original de los extranjerismos de origen occidental. Esa es la razón por la que el término latinxua ("latinizado") en el nombre del propio sistema se escribía respetando la forma original del término latin en lugar de su lectura china lading (拉丁).